# Нововолодимирівка (Григоріопольський район)
Нововолодимирівка (рос. Нововладимировка; рум. Novovladimirovca) — село в Григоріопольському районі в Молдові (Придністров'ї). Населення становить 190 осіб. Входить до складу Бичківської сільської ради.
Станом на 2004 рік у селі проживало 4,8% українців.